# Hybomitra yushuensis
Hybomitra yushuensis är en tvåvingeart som beskrevs av Chen 1985. Hybomitra yushuensis ingår i släktet Hybomitra och familjen bromsar. Inga underarter finns listade i Catalogue of Life.